# New York Knickerbockers Base Ball Club

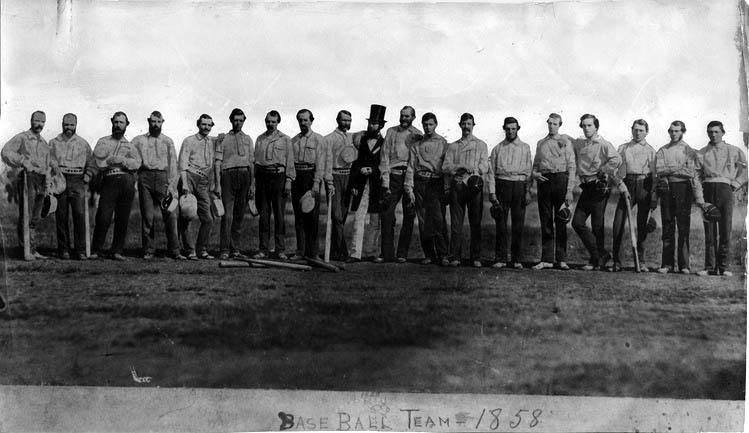
Imagen del equipo original del 48 de los New York Knickerbockers.

Los New York Knickerbockers fueron uno de los primeros equipos organizados de béisbol, que jugó en el marco de un conjunto de normas similares al juego de hoy. El equipo fue fundado por Alexander Cartwright, considerado como uno de los creadores originales del béisbol moderno. 
En 1849, el New York Knickerbockers usaron el primer uniforme de béisbol registrado en la historia.

## Orígenes y normas
Mientras que un miembro del Knickerbocker Engine Company No. 12 del Departamento de Bomberos de Nueva York, Alexander Joy Cartwright se involucró en el juego de town ball (una versión primigenia de béisbol) en un lote de terreno desocupado en Manhattan, en 1845, el lote dejó de estar disponible para su uso, así el grupo se vio obligado a buscar otro lugar. Encontraron un campo de juego, en el Hoboken, Nueva Jersey, una gran zona verde rodeada de árboles al otro lado del río Hudson, administrado por el Coronel John Stevens que cobraba US$ 75 al año para alquilar el terreno. Con el fin de pagar los honorarios de alquiler, Cartwright organizó un club deportivo a fin de poder recoger el dinero necesario. El club fue nombrado el "Knickerbockers", en honor de la compañía de bomberos de la que Cartwright era miembro. El club Knickerbockers se organizó el 23 de septiembre de 1845.  
La creación de un club para los jugadores de pelota hizo necesario la creación formal de un conjunto de reglas para cada uno de sus miembros a las cuales adherirse, y por sobre todo, entre ellos a "tener la reputación de un caballero". Cartwright formalizó el Reglamento Knickerbocker, un conjunto de veinte normas para el equipo. 
Es probable que Cartwright recogiese algunas de sus veinte normas basado en su experiencia anterior en los juegos de pelota de Manhattan. Las reglas originales de juego en el lote vacante en Manhattan no estaban documentadas por lo que no puede decirse que las normas de Cartwright sean de su propia invención. Lo más probable es que las normas Cartwright se basaran en las normas de Manhattan que se adaptó a su propia discreción. Las veinte normas difieren en algunos aspectos de otras versiones anteriores de béisbol y de rounders, el juego inglés comúnmente considerado el antepasado inmediato del béisbol. En particular, las disposiciones en materia de territorio foul y una base de home eran diferentes de las normas de otras variantes precursoras del juego.

## Primer juego registrado oficialmente y su historia subsecuente
La formación de los Knickerbockers al otro lado del río Hudson creó una división en el grupo de jugadores de Manhattan. Varios de los jugadores se negaron a cruzar el río en ferry para jugar pelota, porque no les gustaba la distancia a la que quedaba de sus hogares. Los jugadores que se quedaron formaron su propio club, el "New York Nine". 
El primer juego de béisbol oficialmente registrado entre dos equipos se jugó el 19 de junio de 1846 en el Elysian Fields en Hoboken. Los dos equipos, los "Knickerbockers" y el "New York Nine", jugaron con las veinte normas de Cartwright. El equipo de Cartwright, los Knickerbockers, perdió 23 a 1 frente al club de los New York Nine en cuatro innings. Algunos dicen que el equipo de Cartwright perdió porque sus mejores jugadores no querían hacer el viaje al otro lado del río. Cartwright fue el árbitro durante el juego y multó de un jugador con seis céntimos por maldecir. El lineup de los equipos: 
| Knickerbockers | New York Nine |
| -------------- | ------------- |
| Turney         | Davis         |
| Adams          | Winslow       |
| Tucker         | Ransom        |
| Birney         | Murphy        |
| Avery          | Case          |
| H. Anthony     | Johnson       |
| D. Anthony     | Thompson      |
| Tryon          | Trenchard     |
| Paulding       | Lalor         |

Sin embargo, hubo varios otros juegos registrados con anterioridad al juego del 19 de junio. El 6 de octubre de 1845 los Knickerbocker jugaron un encuentro a tres entradas entre sus propios miembros, y el 22 de octubre de 1845, el "New York Club" derrotó a los "Brooklyn Club" 24 a 4, con el cuadro de puntuación incluido en el periódico del día siguiente. 
En los próximos años, las reglas del béisbol se propagaron por todo los Estados Unidos. El béisbol se estaba convirtiendo en un deporte muy popular entre los estadounidenses y ganaba espectadores por millares de personas. Las normas Cartwright pronto pasaron a formar parte de las normas de la National Association of Base Ball Players en 1857. Estas normas evolucionaron lentamente hacia la actual normativa de béisbol.